# Wit-Rusland op de Olympische Winterspelen 1994
Tijdens de Olympische Winterspelen van 1994, die in Lillehammer (Noorwegen) werden gehouden, nam Wit-Rusland voor de eerste keer deel.

## Medailleoverzicht
| Sport     | Olympiër            | Discipline | Medaille |
| --------- | ------------------- | ---------- | -------- |
| Biatlon   | Svetlana Paramygina | 7,5 km (v) | Zilver   |
| Schaatsen | Igor Zjelezovski    | 1000 m (m) | Zilver   |

## Deelnemers en resultaten
(m) = mannen, (v) = vrouwen 

### Biatlon
| Olympiër                                                                       | Discipline             | Resultaat | Prestatie |
| ------------------------------------------------------------------------------ | ---------------------- | --------- | --- |
| Igor Chochrjakov                                                               | 10 km (m)              | 45e       | 31.50,7 (+3.43,7) pen.: 4 (1 + 3)                                                                                           |
| Viktor Majgoerov                                                               | 10 km (m)              | 37e       | 31.09,2 (+3.02,2) pen.: 3 (2 + 1)                                                                                           |
| Viktor Majgoerov                                                               | 20 km (m)              | 23e       | 1:00.42,7 (+3.17,4) pen.: 4 (1 + 1 + 1 + 1)                                                                                 |
| Aleksandr Popov                                                                | 10 km (m)              | 10e       | 29.38,5 (+1.31,5) pen.: 0 (0 + 0)                                                                                           |
| Aleksandr Popov                                                                | 20 km (m)              | 4e        | 57.53,1 (+27,8) pen.: 0 (0 + 0 + 0 + 0)                                                                                     |
| Jevgeni Redkin                                                                 | 20 km (m)              | 53e       | 1:03.34,9 (+6.09,6) pen.: 6 (2 + 1 + 2 + 1)                                                                                 |
| Oleg Ryzjenkov                                                                 | 10 km (m)              | 17e       | 30.11,0 (+2.04,0) pen.: 3 (2 + 1)                                                                                           |
| Vadim Sasjoerin                                                                | 20 km (m)              | 28e       | 1:01.09,8 (+4.44,5) pen.: 2 (2 + 0 + 0 + 0)                                                                                 |
| Team Viktor Majgoerov Igor Chochrjakov Oleg Ryzjenkov Aleksandr Popov          | 4x7,5 km estafette (m) | 4e        | 1:32.57,2 (+2.35,1) pen.: 0 23.07,9 pen.: 0 (0 + 0) 23.52,9 pen.: 0 (0 + 0) 22.05,4 pen.: 0 (0 + 0) 23.51,0 pen.: 0 (0 + 0) |
|                                                                                |                        |           | |
| Irina Kokoejeva                                                                | 7,5 km (v)             | 6e        | 26.38,4 (+29,6) pen.: 2 (0 + 2)                                                                                             |
| Irina Kokoejeva                                                                | 15 km (v)              | 28e       | 56.12,0 (+4.05,4) pen.: 6 (1 + 3 + 1 + 1)                                                                                   |
| Ljoedmila Lysenko                                                              | 7,5 km (v)             | 50e       | 29.23,9 (+3.15,1) pen.: 3 (2 + 1)                                                                                           |
| Svetlana Paramygina                                                            | 7,5 km (v)             | Zilver    | 26.09,9 (+1,1) pen.: 2 (2 + 0)                                                                                              |
| Svetlana Paramygina                                                            | 15 km (v)              | 4e        | 53.21,3 (+1.14,7) pen.: 4 (3 + 1 + 0 + 0)                                                                                   |
| Natalja Permjakova                                                             | 7,5 km (v)             | 38e       | 28.26,9 (+2.18,1) pen.: 4 (2 + 2)                                                                                           |
| Natalja Permjakova                                                             | 15 km (v)              | 7e        | 53.59,2 (+1.52,6) pen.: 2 (1 + 1 + 0 + 0)                                                                                   |
| Natalja Ryzjenkova                                                             | 15 km (v)              | 49e       | 59.26,9 (+7.20,3) pen.: 9 (2 + 3 + 1 + 3)                                                                                   |
| Team Irina Kokoejeva Natalja Permjakova Natalja Ryzjenkova Svetlana Paramygina | 4x7,5 km estafette (v) | 6e        | 1:54.55,1 (+7.35,6) pen.: 8 30.10,9 pen.: 4 (4 + 0) 29.19,5 pen.: 2 (1 + 1) 28.43,9 pen.: 2 (0 + 2) 26.40,8 pen.: 0 (0 + 0) |

### Freestyleskiën
| Olympiër          | Discipline  | Resultaat | Prestatie                           |
| ----------------- | ----------- | --------- | ----------------------------------- |
| Aleksandr Penigin | moguls (m)  | 28e       | dnq (kwalificatie: 19,41 p.)        |
| Aleksej Parfenkov | aerials (m) | 12e       | 178,48 p. (kwalificatie: 228,49 p.) |
| Vasili Vorobëv    | aerials (m) | 13e       | dnq (kwalificatie: 188,92 p.)       |
| Joelija Rakovitsj | aerials (v) | 10e       | 135,53 p. (kwalificatie: 152,10 p.) |

### Kunstrijden
| Olympiër                        | Discipline | Resultaat | Prestatie                                                 |
| ------------------------------- | ---------- | --------- | --------------------------------------------------------- |
| Aleksandr Moerasjko             | mannen     | 23e       | 35,0 p. (korte kür: 24 - lange kür: 23)                   |
| Jelena Grigorjeva Sergej Sjejko | paarrijden | 17e       | 26,0 p. (korte kür: 18 - lange kür: 17)                   |
| Tatjana Navka Samvel Gezaljan   | ijsdansen  | 11e       | 22,0 p. (verpl.1: 11 - verpl.2: 11 - org.: 11 - vrij: 11) |

### Langlaufen
| Olympiër                                                                       | Discipline                    | Resultaat | Prestatie                                             |
| ------------------------------------------------------------------------------ | ----------------------------- | --------- | ----------------------------------------------------- |
| Sergej Dolidovitsj                                                             | 10 km klassiek (m)            | 70e       | 28.02,8 (+3.42,7)                                     |
| Sergej Dolidovitsj                                                             | 30 km vrije stijl (m)         | 37e       | 1:20.36,5 (+8.10,1)                                   |
| Sergej Dolidovitsj                                                             | achtervolging 10 km+15 km (m) | 51e       | +7.21,7 (10 km:28.02 + 15 km:39.28,5)                 |
| Vasily Gorbatsjov                                                              | 30 km vrije stijl (m)         | 57e       | 1:24.17,9 (+11.51,5)                                  |
| Vasily Gorbatsjov                                                              | 50 km klassiek (m)            | 43e       | 2:21.31,3 (+14.11,0)                                  |
| Viktor Kamotski                                                                | 10 km klassiek (m)            | 28e       | 26.22,6 (+2.02,5)                                     |
| Viktor Kamotski                                                                | 30 km vrije stijl (m)         | 31e       | 1:19.47,7 (+7.21,3)                                   |
| Viktor Kamotski                                                                | 50 km klassiek (m)            | 21e       | 2:15.02,9 (+7.42,6)                                   |
| Viktor Kamotski                                                                | achtervolging 10 km+15 km (m) | dns       | niet gestart 15 km (10 km:26.22 + 15 km:niet gestart) |
| Igor Oboechov                                                                  | 10 km klassiek (m)            | 62e       | 27.29,2 (+3.09,1)                                     |
| Igor Oboechov                                                                  | 50 km klassiek (m)            | 25e       | 2:17.08,4 (+9.48,1)                                   |
| Igor Oboechov                                                                  | achtervolging 10 km+15 km (m) | 46e       | +6.44,7 (10 km:27.29 + 15 km:39.24,5)                 |
| Vjatsjeslav Plaksoenov                                                         | 10 km klassiek (m)            | 53e       | 27.12,1 (+2.52,0)                                     |
| Vjatsjeslav Plaksoenov                                                         | 30 km vrije stijl (m)         | 27e       | 1:18.57,7 (+6.31,3)                                   |
| Vjatsjeslav Plaksoenov                                                         | achtervolging 10 km+15 km (m) | 21e       | +4.26,4 (10 km:27.12 + 15 km:37.23,2)                 |
| Team Igor Oboechov Viktor Kamotski Sergej Dolidovitsj Vjatsjeslav Plaksoenov   | 4x10 km estafette (m)         | 12e       | 1:49.23,7 (+8.08,7) 29.08,5 27.28,8 27.08,6 25.37,8   |
|                                                                                |                               |           |                                                       |
| Ljoedmila Dideleva                                                             | 5 km klassiek (v)             | 36e       | 15.57,7 (+1.48,9)                                     |
| Ljoedmila Dideleva                                                             | achtervolging 5 km+10 km (v)  | 45e       | +6.17,8 (5 km:15.57 + 10 km:31.58,9)                  |
| Svetlana Kamotskaja                                                            | 5 km klassiek (v)             | 45e       | 16.25,8 (+2.17,0)                                     |
| Svetlana Kamotskaja                                                            | 15 km vrije stijl (v)         | 50e       | 47.56,5 (+8.12,0)                                     |
| Svetlana Kamotskaja                                                            | 30 km klassiek (v)            | 44e       | 1:36.51,0 (+11.09,4)                                  |
| Svetlana Kamotskaja                                                            | achtervolging 5 km+10 km (v)  | dns       | niet gestart 10 km (5 km:16.25 + 10 km:niet gestart)  |
| Jelena Piiraynen                                                               | 5 km klassiek (v)             | 44e       | 16.25,0 (+2.16,2)                                     |
| Jelena Piiraynen                                                               | 15 km vrije stijl (v)         | 51e       | 48.45,3 (+9.00,8)                                     |
| Jelena Piiraynen                                                               | achtervolging 5 km+10 km (v)  | 49e       | +6.36,3 (5 km:16.25 + 10 km:31.49,4)                  |
| Jelena Sinkevitsj                                                              | 5 km klassiek (v)             | 34e       | 15.50,2 (+1.41,4)                                     |
| Jelena Sinkevitsj                                                              | 15 km vrije stijl (v)         | 33e       | 45.45,4 (+6.00,9)                                     |
| Jelena Sinkevitsj                                                              | 30 km klassiek (v)            | 22e       | 1:31.47,8 (+6.06,2)                                   |
| Jelena Sinkevitsj                                                              | achtervolging 5 km+10 km (v)  | dns       | niet gestart 10 km (5 km:15.50 + 10 km:niet gestart)  |
| Team Jelena Piiraynen Svetlana Kamotskaja Ljoedmila Dideleva Jelena Sinkevitsj | 4x5 km estafette (v)          | 14e       | 1:04.25,8 (+7.13,3) 17.12,5 16.20,0 15.32,8 15.20,5   |

### Noordse combinatie
| Olympiër          | Discipline      | Resultaat | Prestatie                                   |
| ----------------- | --------------- | --------- | ------------------------------------------- |
| Sergej Zacharenko | individueel (m) | 50e       | +14.36,4 — schans: 146,5 p — 15 km: 42.34,3 |

### Schaatsen
| Olympiër           | Discipline | Resultaat | Prestatie        |
| ------------------ | ---------- | --------- | ---------------- |
| Vitali Novitsjenko | 1500 m (m) | 35e       | 1.57,50 (+6,21)  |
| Vitali Novitsjenko | 5000 m (m) | 32e       | 7.17,55 (+42,59) |
| Igor Zjelezovski   | 500 m (m)  | 10e       | 36,73 (+0,40)    |
| Igor Zjelezovski   | 1000 m (m) | Zilver    | 1.12,72 (+0,29)  |

### Schansspringen
| Olympiër            | Discipline                     | Resultaat | Prestatie                                        |
| ------------------- | ------------------------------ | --------- | ------------------------------------------------ |
| Aleksandr Sinjavski | normale schans individueel (m) | 38e       | 179,0 punten 93,5 p. (81,0 m) + 85,5 p. (76,5 m) |
| Aleksandr Sinjavski | grote schans individueel (m)   | 54e       | 69,6 punten 22,7 p. (74,0 m) + 46,9 p. (85,5 m)  |

Amerikaanse Maagdeneilanden · Amerikaans-Samoa · Andorra · Argentinië · Armenië · Australië · België · Bermuda · Bosnië en Herzegovina · Brazilië · Bulgarije · Canada · Chili · China · Chinees Taipei · Cyprus · Denemarken · Duitsland · Estland · Fiji · Finland · Frankrijk · Georgië · Griekenland · Groot-Brittannië · Hongarije · IJsland · Israël · Italië · Jamaica · Japan · Kazachstan · Kirgizië · Kroatië · Letland · Liechtenstein · Litouwen · Luxemburg · Mexico · Moldavië · Monaco · Mongolië · Nederland · Nieuw-Zeeland · Noorwegen · Oekraïne · Oezbekistan · Oostenrijk · Polen · Portugal · Puerto Rico · Roemenië · Rusland · San Marino · Senegal · Slovenië · Slowakije · Spanje · Trinidad en Tobago · Tsjechië · Turkije · Verenigde Staten · Wit-Rusland · Zuid-Afrika · Zuid-Korea · Zweden · Zwitserland